# Zagrađe
Zagrađe är en ort i Bosnien och Hercegovina.   Den ligger i entiteten Federationen Bosnien och Hercegovina, i den centrala delen av landet, 40 km norr om huvudstaden Sarajevo. Zagrađe ligger 686 meter över havet och antalet invånare är 321.
Terrängen runt Zagrađe är lite bergig. Närmaste större samhälle är Kakanj, 4,5 km sydväst om Zagrađe. 
I omgivningarna runt Zagrađe växer i huvudsak blandskog. Runt Zagrađe är det ganska tätbefolkat, med 93 invånare per kvadratkilometer.